# Mariinsk
Mariinsk (in russo Мариинск?) è una città della Russia, nella Siberia sudoccidentale,  capoluogo del rajon Mariinskij nella oblast' di Kemerovo.
Fondata nel 1698, fino al 1857 ebbe il nome di Kijskoe (in russo Кийское?), poi assunse la denominazione attuale in onore di Maria Massimiliana d'Assia-Darmstadt, consorte di Alessandro II, all'epoca Zar di Russia. In questa città iniziò la rivolta dei prigionieri di guerra cecoslovacchi contro i carcerieri bolscevichi nel maggio 1918.
Nel 2009 contava una popolazione di circa 41.500 abitanti.